# Tavolník van Houtteův
Tavolník van Houtteův (Spiraea × vanhouttei) je rostlina, listnatá opadavá dřevina z čeledi růžovité (Rosaceae). Tavolník van Houtteův tvoří keře. Jde o křížence druhů tavolníku bělokvětého (S. albiflora) a tavolníku japonského (S. japonica). Pěstuje se jako okrasná rostlina i v ČR. Používaný do skupin a živých plotů. Kvete V. - VII. Preferuje slunečné polohy, propustné vlhké půdy. Množení semeny, řízky.
Synonymum pro druh označovaný Spiraea × vanhouttei je název Spiraea vanhouttei nebo Spiraea trilobata x S.cantoniensis. Někdy je zaměňován s jinými druhy tavolníků s bílým květem a podobným habitem. EPPO kód je SPVVH.